# We Are Era
We Are Era es una empresa de medios digitales con sede en Berlín. Forma parte de FremantleMedia y pertenece al RTL Group. Con alrededor de 900 socios y 2.500 millones de visualizaciones mensuales, We Are Era está al frente de la network de influencers más grande de Europa, participando además en la comercialización de vídeos en línea.
Además de su sede en Berlín, We Are Era cuenta con oficinas en Colonia (Alemania), Ámsterdam, París, Estocolmo, Copenhague, Milán y Madrid. Las actividades en el mercado español son llevadas a cabo por We Are Era España SL.
En octubre de 2018, RTL Group aumentó su participación en We Are Era hasta adquirir el 100% de las acciones de la compañía. En enero de 2019, Tobias Schiwek asumió el liderazgo de We Are Era como nuevo CEO. También en 2019, las empresas UFA X y United Screens se fusionaron con We Are Era.  

## Historia
We Are Era nació como Divimove en 2012 como una red multicanal por Brian Ruhe, Sebastiaan van Dam y Philipp Bernecker. Al comienzo de su actividad el negocio de la empresa se centraba exclusivamente en la comercialización de canales de YouTube, a los que también ofrecía apoyo técnico y creativo.
En 2013, FremantleMedia invirtió en Divimove por primera vez y ese mismo año nació su agencia creativa de vídeo en línea, Brandboost by Divimove. De esta forma, todas las actividades relacionadas con el marketing de influencers y el vídeo en línea, quedaron agrupadas bajo un mismo paraguas. 
En 2015 FremantleMedia se convirtió en accionista mayoritario de la empresa, adquiriendo un 51% de la misma. Además, se inauguró el departamento Divimove Media por el que se organizaron proyectos offline con influencers como eventos en directo y la edición y publicación de libros y producciones discográficas.
En 2017 FremantleMedia invirtió una vez más en Divimove para apoyar la expansión de la compañía en Europa. Poco después, la empresa adquirió VideoDays, el festival YouTuber más importante de Europa. Por otra parte, creció el número de empleados hasta superar los 110 y se abrieron las primeras oficinas locales en Holanda (Ámsterdam), Francia (París), España (Madrid) e Italia (Milán).
Divimove se convirtió en We Are Era en junio de 2021.

## Influencers
La network de We Are Era cuenta con cerca de 900 socios especializados en la creación de contenido de vídeo en línea en los sectores de entretenimiento, comedia, música, videojuegos, tecnología, belleza y estilo de vida. Entre los socios más conocidos en España se encuentran AuronPlay, Wismichu, ByTarifa, Keunam o Trendy Taste. A nivel internacional, la empresa trabaja con conocidos influencers como Enzo Knol, NikkieTutorials, La Salle o Me Contro Te.
En su totalidad, la network genera alrededor de 2.500 millones de reproducciones mensuales en YouTube. Además, llega a más de 170 millones de suscriptores en la misma plataforma y el conjunto de las redes sociales de los influencers que la forman, superan los 350 millones de seguidores.